# Етнокрация
Етнокрация е форма на управление, където представители на определена етническа група държат определен брой управленски постове диспропорционално в повече в сравнение с процента на общата популация, която определената етническа група представлява и ги използват в полза на тяхната конкретно етническа група за сметка на останалите.
Останалите социални и особено малцинствени групи биват систематично дискриминирани от самата държава, което представлява политическа репресия или нарушение на човешки права от органи на държавата.